# موتور أب فقيرداد جدغال
موتور أب فقيرداد جدغال (بالفارسية: موتور آب فقیرداد جدگال) هي منطقة سكنية تقع في سيستان وبلوتشستان في إيران. يقدر عدد سكانها بـ 54 نسمة .